# Nicolas Bataille (Teppichweber)

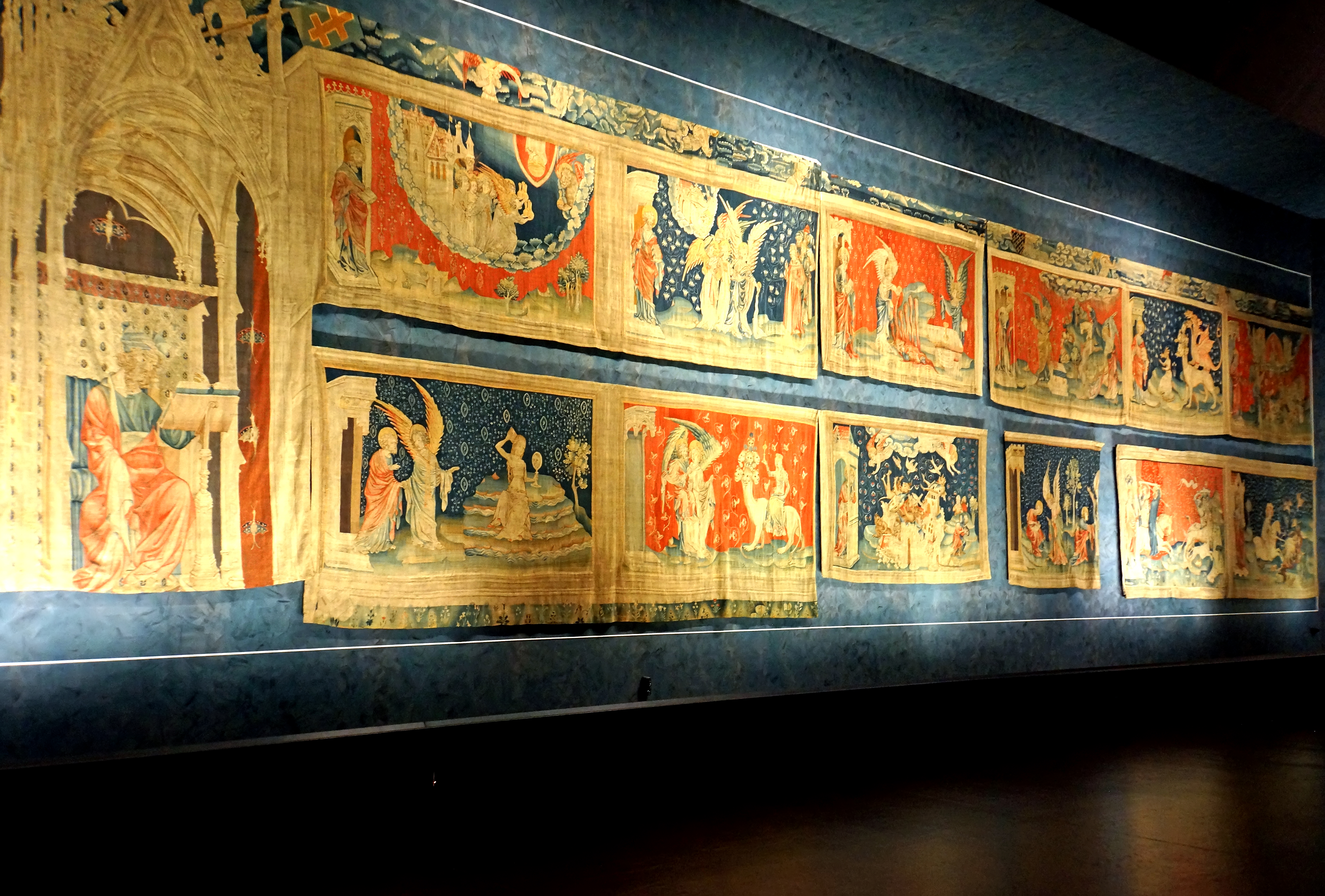
Wandteppich Apokalypse

Nicolas Bataille war ein französischer Teppichweber, der zwischen 1363 und 1400 in Paris tätig war. 
Es ist nicht viel über das Leben von Nicolas Bataille bekannt. Es wird vermutet, dass er um das Jahr 1330 in Paris geboren wurde. Sein bekanntestes Werk, der Apokalypsenteppich, ist weitgehend erhalten. Er schuf ihn in der Zeit von 1373 bis 1382 nach einem Entwurf des Hofmalers Jan Bondol und im Auftrag des Herzogs Ludwig von Anjou. Der 103 Meter lange Wandteppich befindet sich im Schloss Angers und stellt Szenen aus der Offenbarung des Johannes dar. 